# London Fire Brigade

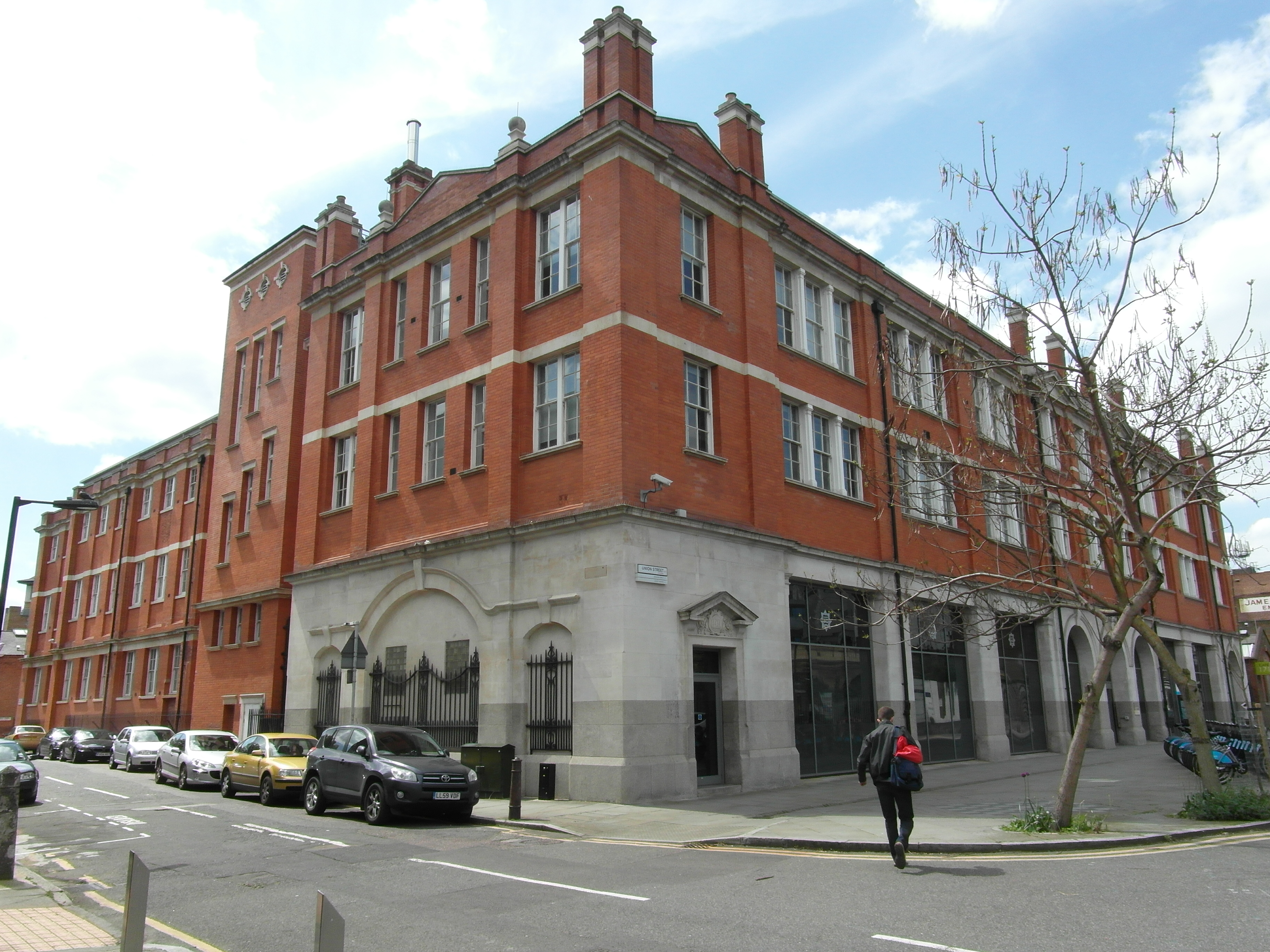
Hauptquartier der London Fire Brigade seit 2007 im Stadtbezirk Southwark

Die London Fire Brigade (LFB) ist die Berufsfeuerwehr der britischen Hauptstadt London. Sie wurde im Jahr 1866 unter Superintendent Eyre Massey Shaw als Metropolitan Fire Brigade (MFB) gegründet und ist heute mit ihren rund 6.000 Mitarbeitern auf 103 Feuerwachen und in der Verwaltung nach dem Scottish Fire and Rescue Service die zweitgrößte Feuerwehr im Vereinigten Königreich und nach den Brandschutzbehörden von Tokio, New York und Paris die fünftgrößte Feuerwehr der Welt.
Die Zuständigkeit der LFB erstreckt sich auf das gesamte Gebiet des Verwaltungsbezirks Greater London (bestehend aus der City of London und den 32 London Boroughs) mit seinen 8.538.689 Einwohnern (Stand: 30. Juni 2015). In ihrer Eigenschaft als Brandschutzbehörde ist die LFB sowohl für den abwehrenden und vorbeugenden Brandschutz, als auch für die technische Hilfeleistung, beispielsweise bei Verkehrsunfällen, Unfällen mit atomaren, biologischen oder chemischen Gefahrstoffen oder Naturereignissen, verantwortlich. Zu den Aufgaben der LFB gehört hingegen nicht die Durchführung des Rettungsdienstes (Notfallrettung und Krankentransport) in London; die Verantwortung für diesen liegt im Rahmen des National Health Service (NHS) beim London Ambulance Service.

## Geschichte

### Erste Feuerwehren

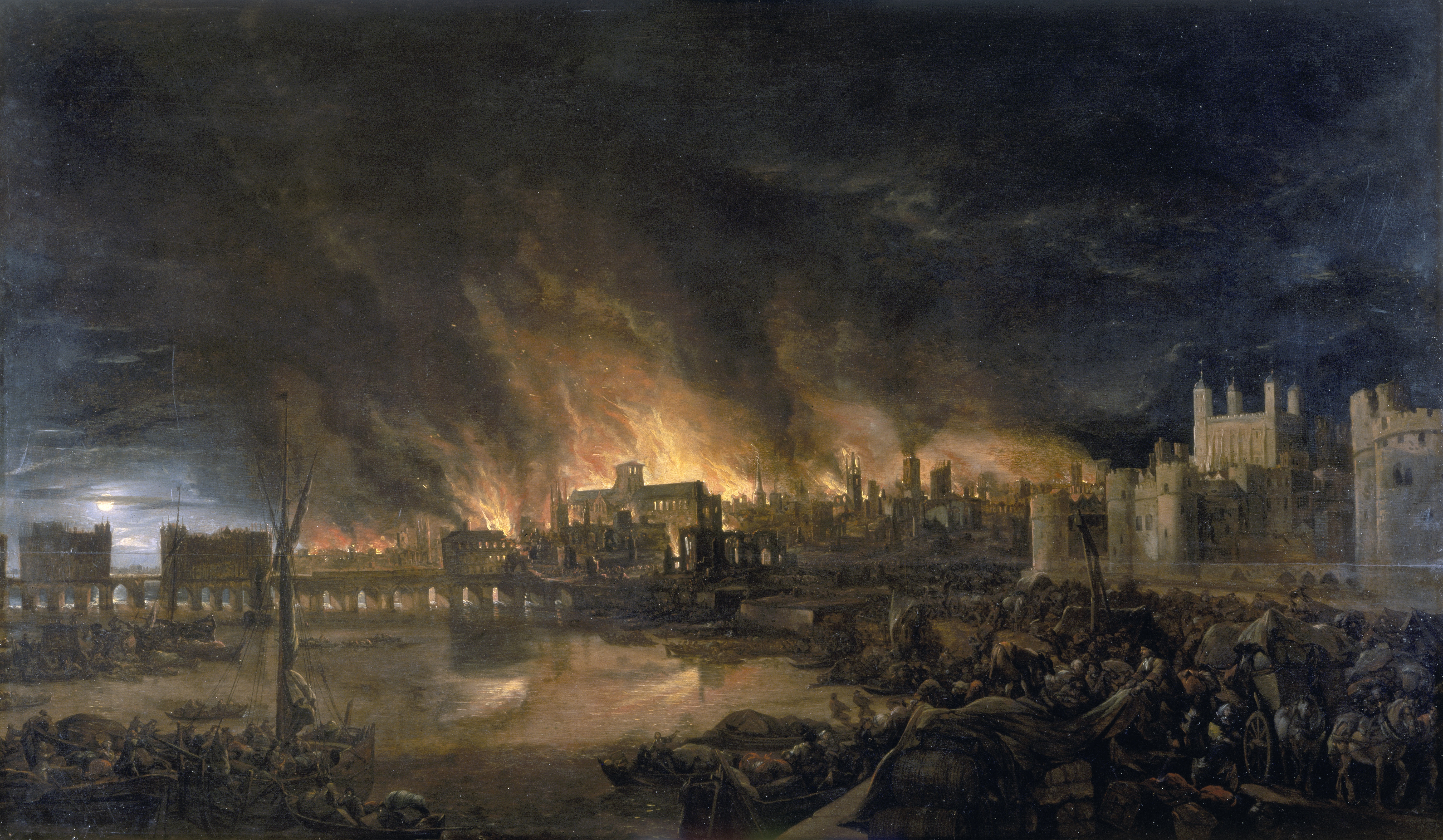
Großer Brand von London 1666

Als Konsequenz des Großen Brandes von London im September 1666, dem rund 400 Straßen und mehr als 13.000 Häuser im Londoner Stadtgebiet zum Opfer gefallen waren, begannen mehrere Londoner Versicherungen, eigene Brandschutzeinheiten speziell für die bei ihnen versicherten Bürger einzurichten. Die Häuser der Versicherten wurden mit Plaketten gekennzeichnet, wodurch die Feuerwehrmänner erkennen konnten, ob die Bewohner des Hauses versichert waren und somit bei einem Brand Anspruch auf eine Hilfeleistung hatten. Dieser Umstand hatte zur Folge, dass bei einem Brand nicht selten Feuerwehrmänner mehrerer unterschiedlicher Einheiten eintrafen, um an dem betroffenen Gebäude zunächst die Markierung ihrer Versicherung zu suchen. War eine solche Markierung nicht vorhanden, leisteten die Männer auch keine Hilfe, sondern verließen den Einsatzort unverrichteter Dinge.
Als Reaktion auf die größtenteils spärlich ausgestatteten und schlecht ausgebildeten Feuerwehren der Versicherungen und um auch unversicherten Bürgern Hilfe bei Bränden leisten zu können, wurde 1828 die Royal Society for the Protection of Life from Fire (RSPLF) gegründet. Die RSPLF verfügte über fahrbare Leitern für die Rettung von Personen aus brennenden Gebäuden bis zu einer Höhe von ca. 20 Metern. Das Personal der RSPLF hatte eine mehrmonatige Ausbildung zu absolvieren, um die Leitern sicher bedienen zu können.

### Gründung der Metropolitan Fire Brigade

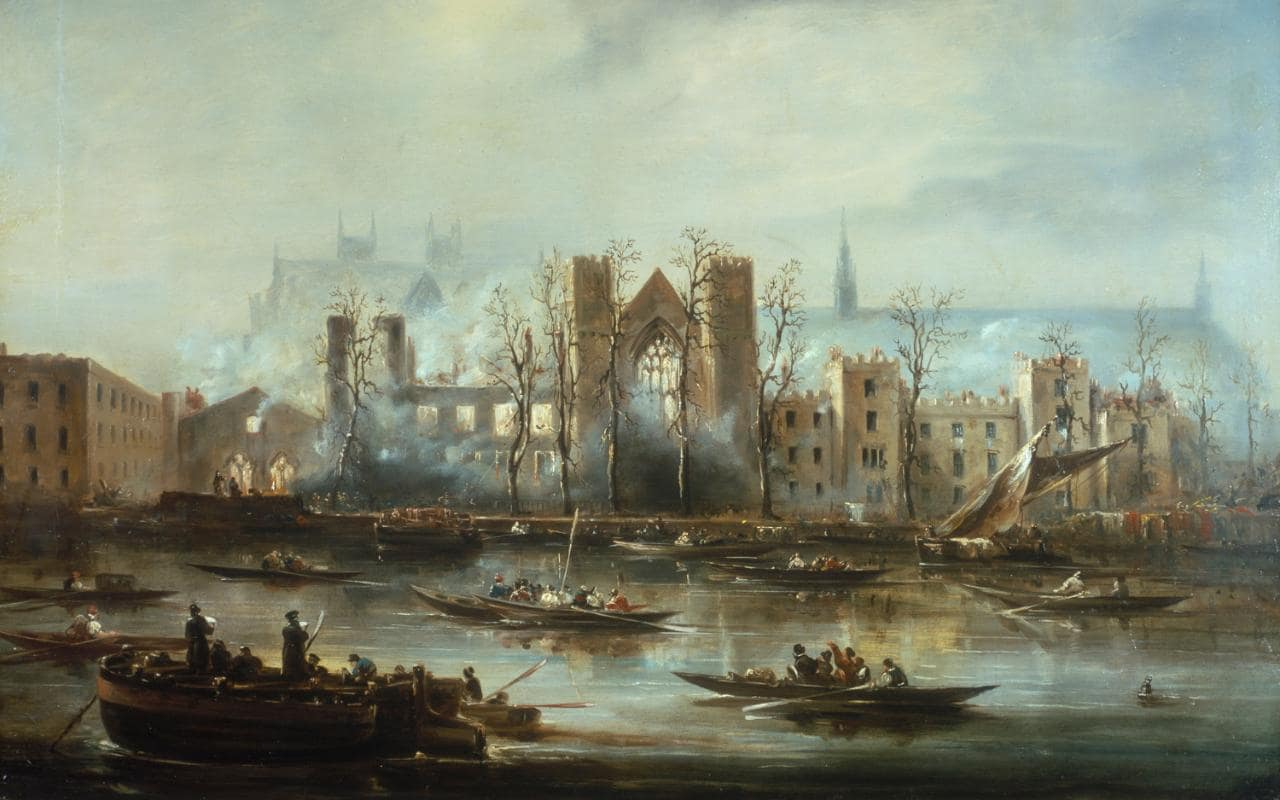
Der zerstörte Palace of Westminster nach dem Brand von 1834

Bereits fünf Jahre später – 1833 – schlossen sich zehn Feuerschutzversicherungen zusammen und gründeten das London Fire Engine Establishment (LFEE). Einige Großfeuer in den folgenden Jahren, insbesondere die Zerstörung des Palace of Westminster am 16. Oktober 1834 und der verheerende Brand einer Baumwollfabrik in der Tooley Street am 22. Juni 1861, führten jedoch dazu, dass das Feuerwehrwesen für die Versicherungen unrentabel und damit unattraktiv wurde und die Unternehmen daher eine Übernahme der Feuerwehr durch die Stadtverwaltung forderten.
Dieser Forderung wurde im Jahr 1866 mit dem Metropolitan Fire Brigade Act entsprochen, der zur Gründung der Metropolitan Fire Brigade (MFB) als erste städtische Feuerwehr in London führte. Erster Leiter der MFB (zunächst Superintendent, später Chief Officer genannt) wurde Eyre Massey Shaw, der dieses Amt 25 Jahre lang bis 1891 ausübte. Unter seiner Verantwortung wurde die Organisation des Feuerwehrwesens in London von Grund auf reformiert. Unter anderem wurden die Feuerwehrmänner mit einer neuen Schutzkleidung aus Wolle ausgerüstet und neue Feuerwachen eingerichtet. Während Shaws Amtszeit wurden auch die ersten dampfbetriebenen Feuerlöschpumpen bei der Londoner Feuerwehr in Dienst gestellt.
Im Jahr 1904, unter Superintendent Rear Admiral Hamilton, wurde die MFB in London Fire Brigade (LFB) umbenannt und bezog ihr neues Hauptquartier im Stadtbezirk Lambeth. Diesen Sitz behielt sie bis zu einem weiteren Umzug im Jahr 2007.

### Vor und während des Zweiten Weltkriegs

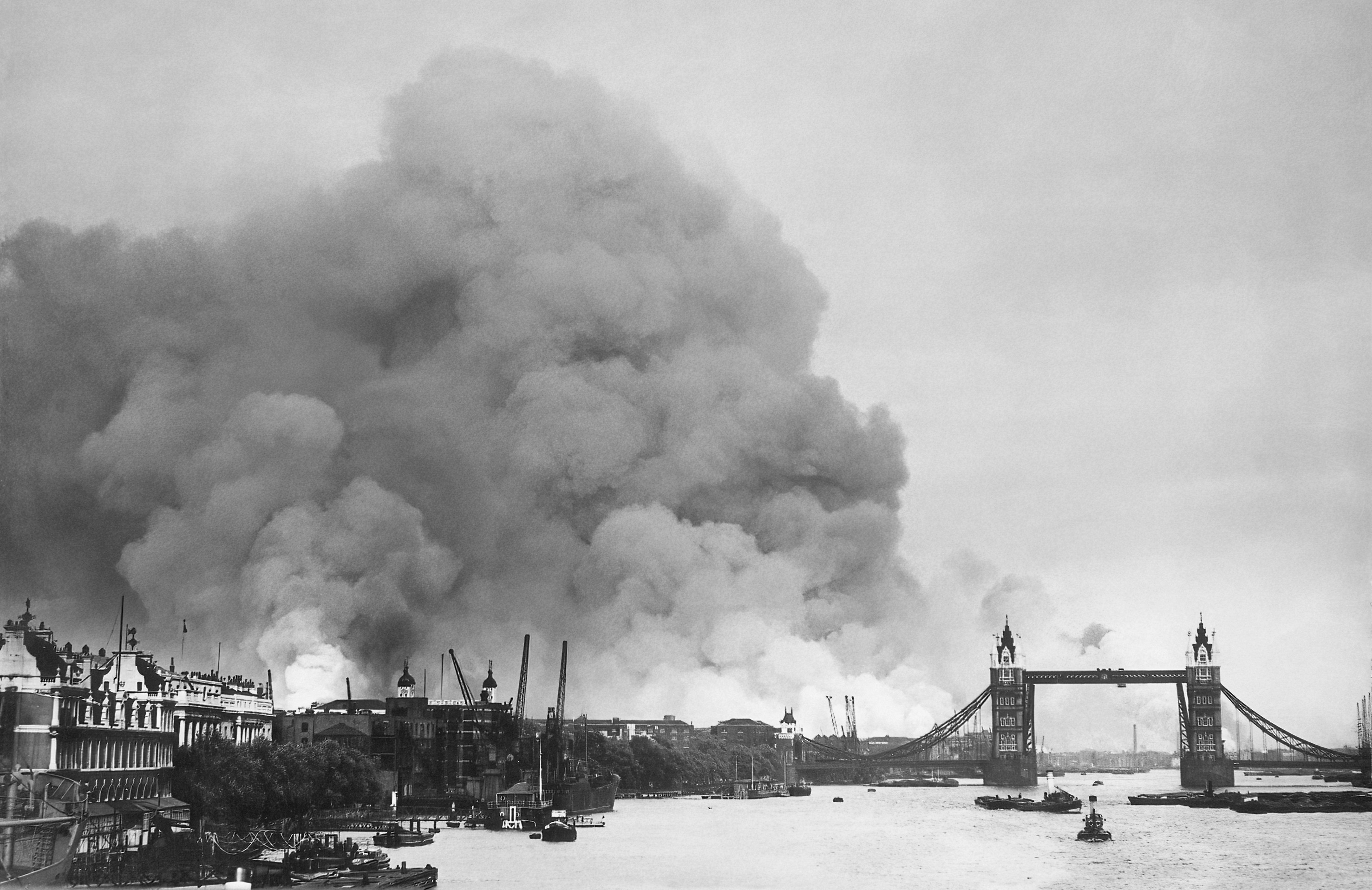
Rauchschwaden über der Tower Bridge während des London Blitz

Aufgrund der zunehmenden politischen Spannungen in Europa vor Ausbruch des Zweiten Weltkrieges verabschiedete das britische Parlament in der zweiten Hälfte der 1930er-Jahre ein Gesetz, das die Einrichtung von Freiwilligen Feuerwehren erlaubte, um die Strukturen der britischen Feuerwehren im Kriegsfall rasch aufwachsen lassen zu können. Dementsprechend wurde in London noch 1938, ein Jahr vor Kriegsbeginn, der Auxiliary Fire Service (AFS) gegründet, eine rund 28.000 Feuerwehrleute umfassende Einheit, die bei Bränden in Folge von Bombenangriffen die zu diesem Zeitpunkt rund 2.500 hauptamtlichen Feuerwehrmänner der LFB unterstützen sollte. Die Ausrüstung des AFS wurde notdürftig in Schulen, Firmen oder privaten Garagen untergebracht. Während des Zweiten Weltkrieges wurden schließlich sämtliche Feuerwehren im Vereinigten Königreich zu einem einheitlichen National Fire Service (NFS) zusammengefasst. 1943 umfasste der NFS rund 70.000 Einsatzkräfte. Erstmals im britischen Feuerwehrwesen waren auch Frauen für den Dienst bei der Feuerwehr zugelassen, jedoch nicht in der Brandbekämpfung, sondern beispielsweise in der Fernmeldetechnik oder als Feuerbeobachterinnen.

### Modernisierung in der Nachkriegszeit
Nach Ende des Zweiten Weltkrieges im Mai 1945 blieb der NFS zunächst bestehen, es begannen jedoch Diskussionen über eine Neuorganisation des Feuerwehrwesens im Vereinigten Königreich. Diese endeten damit, dass die Verantwortung für die Strukturen der Feuerwehr wieder auf die unteren Verwaltungsebenen, die Counties, übertragen wurde. Infolgedessen wurde am 1. April 1948 die LFB wiedergegründet. In den folgenden Jahren wurde die Fire Brigade unter Chief Officer Sir Frederick Delve einem umfassenden Modernisierungsprozess unterzogen. Unter anderem wurden große Teile des Fuhrparks erneuert, Atemschutzgeräte eingeführt, die Rolle des vorbeugenden Brandschutzes gestärkt und das Notrufsystem über die Notrufnummer 999 eingeführt. Mit der Bildung des Verwaltungsbezirks Greater London und dessen Behörde, des Greater London Council (GLC), 1965, wurden die bisher eigenständigen Feuerwehren von Middlesex, West Ham, East Ham und Croydon sowie Teile der Feuerwehren von Essex, Hertfordshire, Surrey und Kent in die LFB eingegliedert.
Als die Wimbledon Championships nach dem Zweiten Weltkrieg im Jahr 1946 wieder aufgenommen wurden, halfen Soldaten und Feuerwehrleute den Zuschauern, zu ihren Plätzen zu gelangen, die durch Bomben beschädigt worden waren. Daraus entstand die Tradition, dass 300 Angehörige des Heeres, der Marine und der Luftwaffe sowie 200 Feuerwehrleute als Stewards ehrenamtlich ihren Dienst in Wimbledon verrichten.

### Entwicklung bis heute

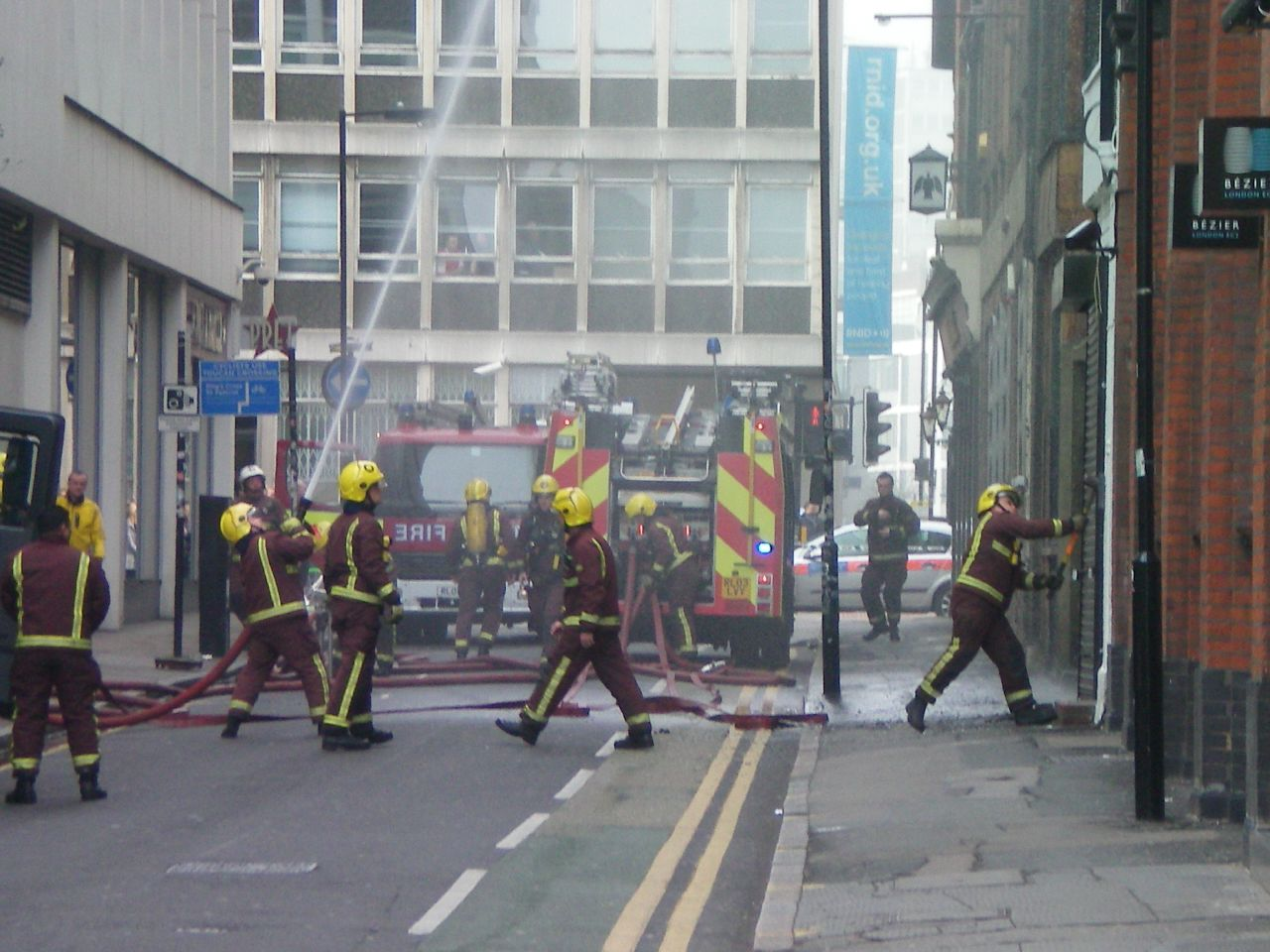
Einsatzkräfte der London Fire Brigade während eines Brandeinsatzes

Im Jahr 1986 wurde der Greater London Council (GLC) aufgelöst und die LFB unter die Aufsicht der neu geschaffenen London Fire and Civil Defence Authority (LFCDA) gestellt. Die LFCDA wurde am 3. Juli 2000 wiederum von der London Fire and Emergency Planning Authority (LFEPA) abgelöst, einem 17-köpfigen Ausschuss der Greater London Authority (GLA), der Verwaltungsbehörde des Mayor of London. Im Jahr 2007 bezog die LFB ihr neues Hauptquartier in der 169 Union Street im Bezirk Southwark.
Mit ihren 5.992 Mitarbeitern, davon 5.096 Feuerwehrmänner und -frauen im Einsatzdienst, auf insgesamt 103 Feuerwachen, ist die LFB heute die fünftgrößte Feuerwehr der Welt (nach den Feuerwehren von Tokio, New York, Paris und dem Scottish Fire and Rescue Service). Im Jahr 2013/2014 wurden von der Notrufzentrale der Londoner Feuerwehr insgesamt 171.067 Anrufe über die Notrufnummer 999 angenommen und bearbeitet. Aus den Hilfeersuchen gingen 20.934 Brandeinsätze hervor, die von den Einsatzkräften der LFB abgearbeitet wurden. Damit zählt die LFB weltweit zu den meistbeschäftigten Feuerwehren.

## Organisation

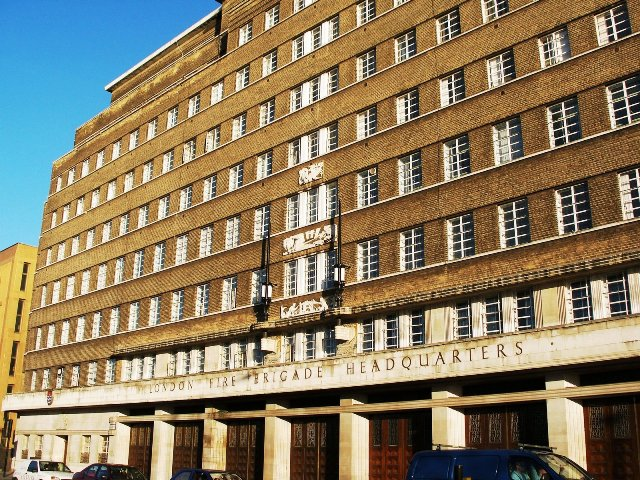
Ehemaliges Hauptquartier der London Fire Brigade in Lambeth

### Leitung und Verwaltung
Die LFB untersteht als Einrichtung des Verwaltungsbezirks Greater London der London Fire and Emergency Planning Authority (LFEPA). Die LFEPA ist ein 17-köpfiger Ausschuss der Greater London Authority (GLA), der Verwaltungsbehörde des Mayor of London (Bürgermeister von London). Sie koordiniert sämtliche Planungen und Maßnahmen der Gefahrenabwehr in London und führt die Aufsicht über die LFB. Die 17 Mitglieder der LFEPA werden jeweils für den Zeitraum von einem Jahr vom Mayor of London ernannt und setzen sich wie folgt zusammen:
- acht Vertreter der London Assembly (Stadtparlament),
- sieben Vertreter der London Boroughs (Stadtbezirke),
- zwei weitere Mitglieder, die vom Mayor of London ernannt werden.

Die LFB selbst untersteht dem Commissioner for Fire and Emergency Planning. Derzeitiger Commissioner der LFB ist seit Januar 2020 Andrew Dudley Roe.
Die dem Commissioner untergeordnete Ebene der Verwaltungsstruktur der LFB, die erst im Dezember 2015 überarbeitet wurde, bilden die drei so genannten Directorates, die jeweils von einem Director geleitet werden:
- Directorate of Finance and Contractual Services (Finanzen und vertragliche Dienste),
- Directorate of Operations (Einsatz),
- Directorate of Safety and Assurance (Arbeitssicherheit und Qualitätssicherung).

Daneben existieren jeweils eine Stabsstelle für Öffentlichkeitsarbeit, für rechtliche Angelegenheiten und für die strategische Planung, die dem Commissioner direkt zugeordnet sind.
Die Hauptverwaltung befand sich im Zeitraum von 1904 bis 2007 im Londoner Stadtbezirk Lambeth. Seit 2007 sind die LFEPA (Aufsichtsbehörde, Fiona Twycross) und die Verwaltung der LFB in der 169 Union Street im Bezirk Southwark untergebracht.

Karte von London mit der City of London (1) und den London Boroughs (2 bis 33)

### Feuerwachen
Ursprünglich war die LFB organisatorisch in zwei Divisionen gegliedert: Nord und Süd. Getrennt wurden die beiden Bereiche durch die Themse. Jede Division unterstand einem Divisional Officer und war wiederum in drei Distrikte geteilt. In jedem Distrikt hatte ein so genannter Superintendent das Kommando über die ihm unterstellten Einheiten. Die Leitung der Feuerwachen, Stations genannt, oblag jeweils einem Station Officer.
Heute gehören die 103 Feuerwachen zum Directorate of Operations der LFB und unterstehen dem so genannten Assistant Commissioner Fire Stations, der in der Hierarchie der LFB unterhalb des Commissioners und der Directors angesiedelt ist. Mehrere Feuerwachen sind zu Gruppen (Groups) zusammengefasst, benachbarte Gruppen bilden so genannte Bereiche (Areas), deren Leitung je einem Deputy Assistant Commissioner obliegt. In ihrer heutigen Struktur (Stand: Dezember 2015) gliedert sich die LFB in vier Bereiche: North East, North West, South East und South West.

#### North East Area
Die Nord East Area umfasst 27 Feuerwachen in den Stadtbezirken Havering (24), Newham (27), Waltham Forest (28), Barking and Dagenham (25), Tower Hamlets (8), Redbridge (26), Hackney (9), Islington (10) und City of London (1).
| Group    | M72 Havering | M81 Newham | M87 Waltham Forest | M57 Barking and Dagenham | M86 Tower Hamlets | M82 Redbridge | M68 Hackney     | M75 Islington | M63 City of London |
| -------- | ------------ | ---------- | ------------------ | ------------------------ | ----------------- | ------------- | --------------- | ------------- | ------------------ |
| Stations | Romford      | Stratford  | Leyton             | Dagenham                 | Poplar            | Woodford      | Stoke Newington | Islington     | Dowgate            |
| Stations | Hornchurch   | East Ham   | Leytonstone        | Barking                  | Millwall          | Hainault      | Homerton        | Holloway      |                    |
| Stations | Wennington   | Plaistow   | Walthamstow        |                          | Bethnal Green     | Ilford        | Shoreditch      |               |                    |
| Stations | Harold Hill  |            | Chingford          |                          | Whitechapel       |               |                 |               |                    |
| Stations |              |            |                    | Shadwell                 |                   |               |                 |               |                    |

#### North West Area
Zur North West Area gehören insgesamt 28 Feuerwachen in den Stadtbezirken Brent (12), Hillingdon (33), Harrow (32), Ealing (13), Haringey (29), Hounslow (14), Camden (11), Barnet (31) und Enfield (30).
| Group    | M60 Brent  | M73 Hillingdon | M71 Harrow | M65 Ealing | M70 Haringey | M74 Hounslow | M62 Camden     | M58 Barnet | M66 Enfield |
| -------- | ---------- | -------------- | ---------- | ---------- | ------------ | ------------ | -------------- | ---------- | ----------- |
| Stations | Willesden  | Ruislip        | Harrow     | Ealing     | Hornsey      | Heston       | Euston         | Hendon     | Enfield     |
| Stations | Wembley    | Heathrow       | Stanmore   | Acton      | Tottenham    | Chiswick     | Kentish Town   | Barnet     | Southgate   |
| Stations | Park Royal | Hayes          |            | Southall   |              | Feltham      | West Hampstead | Finchley   | Edmonton    |
| Stations |            | Hillingdon     |            | Northolt   |              |              |                | Mill Hill  |             |

#### South East Area
Unter der Aufsicht des Deputy Assistant Commissioner der South East Area stehen 26 Feuerwachen in den Stadtbezirken Bexley (23), Croydon (19), Bromley (20), Greenwich (22), Southwark (7), Sutton (18), Lewisham (21).
| Group    | M59 Bexley | M64 Croydon | M61 Bromley | M67 Greenwich  | M84 Southwark | M85 Sutton | M79 Lewisham |
| -------- | ---------- | ----------- | ----------- | -------------- | ------------- | ---------- | ------------ |
| Stations | Erith      | Addington   | Beckenham   | East Greenwich | Dockhead      | Sutton     | Lewisham     |
| Stations | Bexley     | Norbury     | Biggin Hill | Eltham         | Peckham       | Wallington | Forest Hill  |
| Stations | Sidcup     | Croydon     | Bromley     | Plumstead      | Old Kent Road |            | Deptford     |
| Stations |            | Purley      | Orpington   | Greenwich      |               |            | New Cross    |
| Stations |            | Woodside    |             | Lee Green      |               |            |              |

#### South West Area
Die South West Area umfasst insgesamt 22 Feuerwachen in den Stadtbezirken Kensington and Chelsea (3), Merton (17), Richmond (15), Wandsworth (5), Hammersmith and Fulham (4), Lambeth (6), Kingston upon Thames (16) und City of Westminster (2).
| Group    | M76 Kensington and Chelsea | M80 Merton | M83 Richmond | M88 Wandsworth | M69 Hammersmith and Fulham | M78 Lambeth  | M77 Kingston | M89 City of Westminster |
| -------- | -------------------------- | ---------- | ------------ | -------------- | -------------------------- | ------------ | ------------ | ----------------------- |
| Stations | North Kensington           | Mitcham    | Richmond     | Battersea      | Fulham                     | Brixton      | Kingston     | Soho                    |
| Stations | Kensington                 | Wimbledon  | Twickenham   | Wandsworth     | Hammersmith                | Clapham      | Surbiton     | Paddington              |
| Stations | Chelsea                    |            |              | Tooting        |                            | West Norwood | New Malden   |                         |
| Stations |                            |            |              |                | Lambeth River              |              |              |                         |
|          |                            |            |              |                |                            | Lambeth      |              |                         |

Feuerwachen (Fire Stations) der London Fire Brigade (Auswahl)
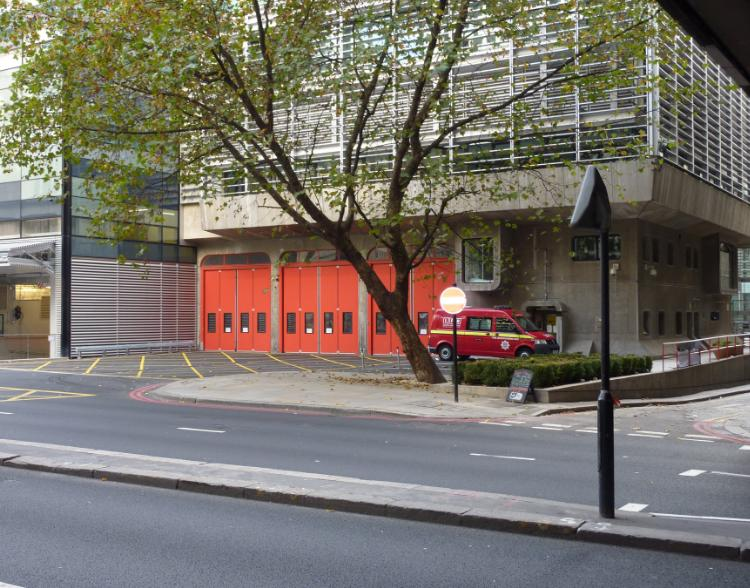
City of London (Dowgate)
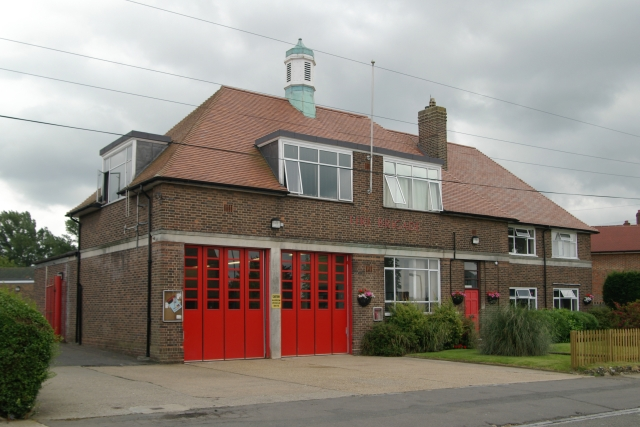
Biggin Hill
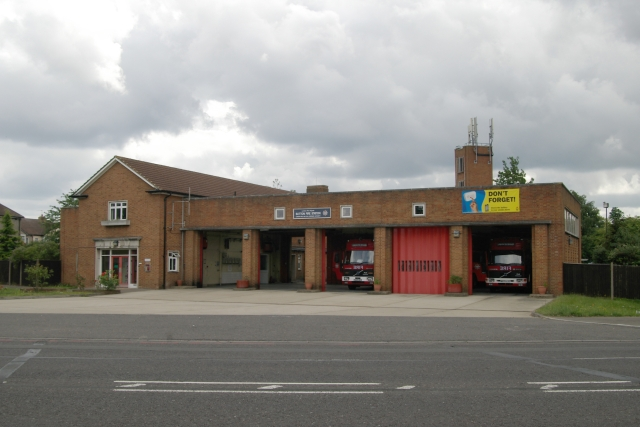
Sutton
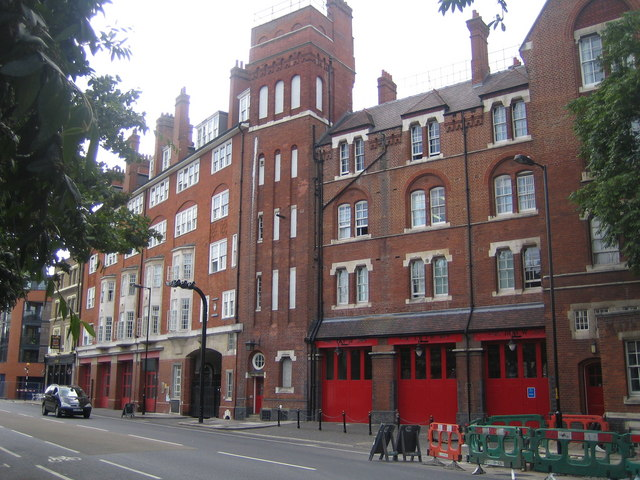
Southwark
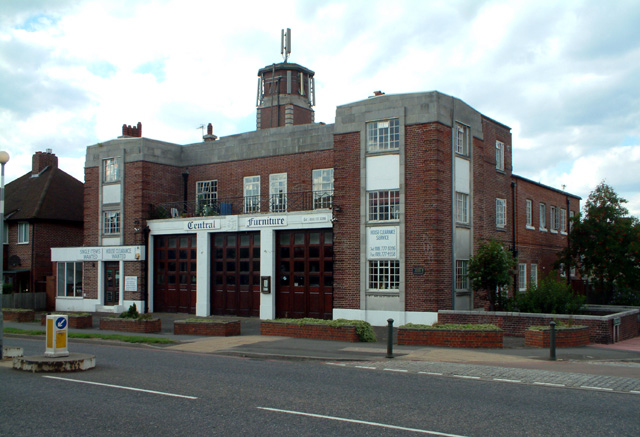
West Wickham.
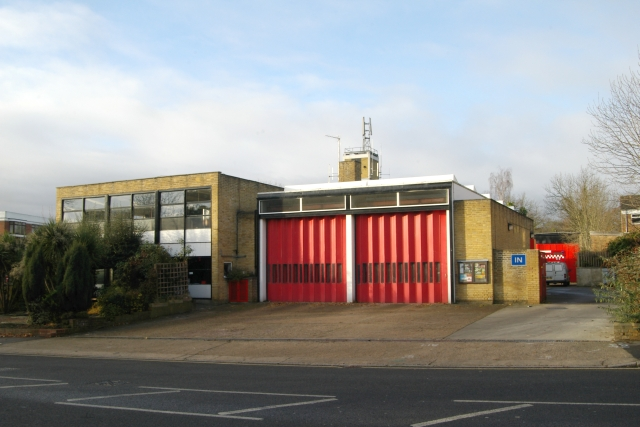
Ruislip
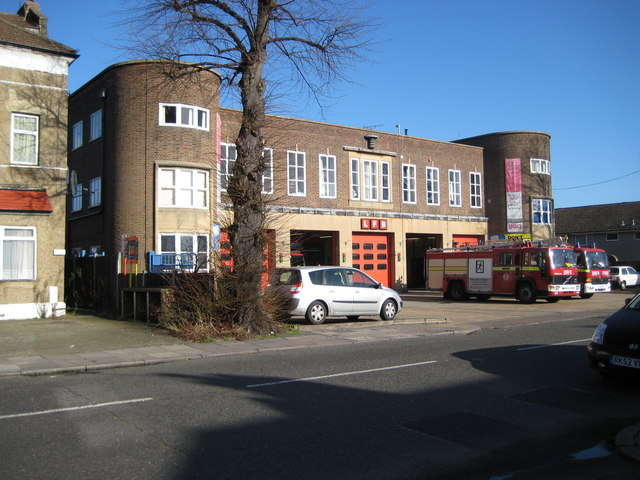
Edmonton

### Regional Control Center
Das Regional Control Center ist die Notrufzentrale der LFB. Es nimmt die eingehenden Notrufe an, bearbeitet sie und gibt sie an die jeweils zuständigen Feuerwehreinheiten weiter. Es entspricht daher den Leitstellen oder Funkeinsatzzentralen (FEZ) der Feuerwehren im deutschsprachigen Raum. Seit 2011 hat das Regional Control Center seinen Sitz im Stadtbezirk Merton.

### Dienstgrade
Wie bei vielen anderen Feuerwehren im Vereinigten Königreich wurden auch bei der LFB 2003 die bisher üblichen Dienstgradbezeichnungen geändert. Im August 2017 gab die Londoner Feuerwehr bekannt, dass sie zu einigen der alten Dienstgrade zurückkehren werde.
| Dienstgrad (seit 2017)                              | Dienstgradabzeichen | Funktion                                                                         | Historischer Dienstgrad (2003–2017)          | Historischer Dienstgrad (bis 2003) |
| --------------------------------------------------- | ------------------- | -------------------------------------------------------------------------------- | -------------------------------------------- | ---------------------------------- |
| Firefighter                                         |                     | Truppmann                                                                        | Firefighter                                  | Firefighter                        |
| Leading Firefighter                                 |                     | Führer eines selbständigen Trupps                                                | Crew Manager                                 | Leading Firefighter                |
| Sub-Officer                                         |                     | Führer eines selbständigen Trupps Wachabteilungsleiter bei kleineren Feuerwachen | Watch Manager A                              | Sub-Officer                        |
| Station Officer                                     |                     | Wachabteilungsleiter bei größeren Feuerwachen                                    | Watch Manager B                              | Station Officer                    |
| Station Manager                                     |                     | Leiter eine Feuerwache                                                           | Station Manager                              | Assistant Division Officer         |
| Group Manager                                       |                     | Leiter einer Gruppe (Group) von Feuerwachen                                      | Group Manager                                | Divisional Officer                 |
| Deputy Assistant Commissioner                       |                     | Leiter eines Bereichs (Area)                                                     | Deputy Assistant Commissioner                | Senior Divisional Officer          |
| Assistant Commissioner                              |                     | Stabsbereichsleiter in den Direktoraten                                          | Assistant Commissioner                       | Assistant Chief Officer            |
| Deputy Commissioner for Fire and Emergency Planning |                     | Leiter Direktorat Einsatz bzw. Arbeitssicherung und Qualitätssicherung           | Deputy Commissioner                          | Deputy Chief Officer               |
| Commissioner for Fire and Emergency Planning        |                     | Leiter der London Fire Brigade                                                   | Commissioner for Fire and Emergency Planning | Chief Fire Officer                 |

### Bisherige Leiter der London Fire Brigade
| Nr. | Name                  | Beginn der Berufung | Ende der Berufung | Bezeichnung                                                               |
| --- | --------------------- | ------------------- | ----------------- | ------------------------------------------------------------------------- |
| 1   | Eyre Massey Shaw      | 1866                | 1891              | Superintendent                                                            |
| 2   | James Sexton Simmonds | 1891                | 1896              | Superintendent                                                            |
| 3   | Wells                 | 1896                | 1903              | Superintendent                                                            |
| 4   | Hamilton              | 1903                | 1909              | Superintendent                                                            |
| 5   | Sampson Sladen        | 1909                | 1918              | Superintendent                                                            |
| 6   | Arthur Dyer           | 1918                | 1933              | Superintendent                                                            |
| 7   | Cyril Moris           | 1933                | 1938              | Superintendent                                                            |
| 8   | Aylmer Firebrace      | 1938                | 1941              | Chief Officer                                                             |
| 9   | Amt nicht besetzt     | 1941                | 1948              | LFB im National Fire Service aufgegangen                                  |
| 10  | Frederick Delve       | 1948                | 1962              | Chief Officer                                                             |
| 11  | Leslie Leete          | 1962                | 1970              | Chief Officer, ab 1965: Chief Fire Officer                                |
| 12  | Joseph Milner         | 1970                | 1976              | Chief Fire Officer                                                        |
| 13  | Peter Darby           | 1976                | 1980              | Chief Fire Officer                                                        |
| 14  | Ronald Bullers        | 1980                | 1987              | Chief Fire Officer                                                        |
| 15  | Gerald Clarkson       | 1987                | 1991              | Chief Fire Officer                                                        |
| 16  | Brian Robinson        | 1991                | 2003              | Chief Fire Officer, ab 2003: Commissioner for Fire and Emergency Planning |
| 17  | Ken Knight            | 2003                | 2007              | Commissioner for Fire and Emergency Planning                              |
| 18  | Ron Dobson            | 2007                | 2016              | Commissioner for Fire and Emergency Planning                              |
| 19  | Dany Cotton           | 2017                | 2020              | Commissioner for Fire and Emergency Planning                              |
| 20  | Andy Roe              | seit 2020           |                   | Commissioner for Fire and Emergency Planning                              |

## Einsatzfahrzeuge

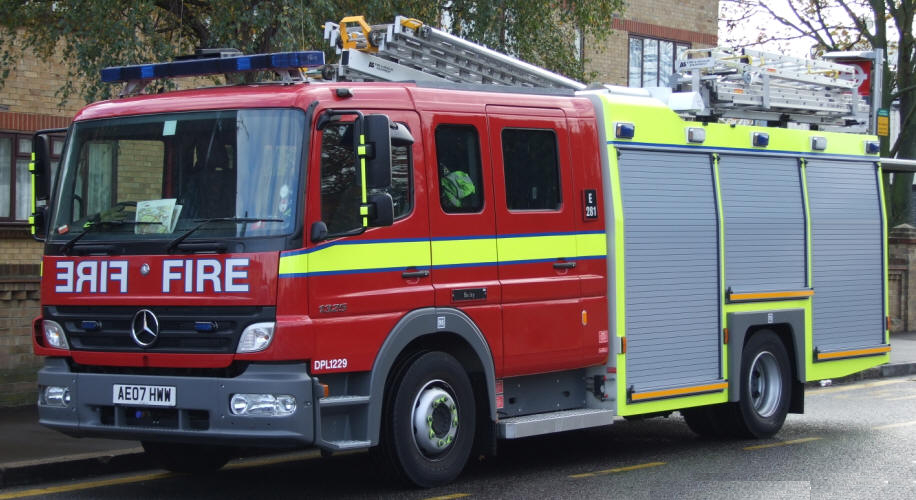
Eine Dual-purpose ladder (DPL) der London Fire Brigade.

### Dual-purpose ladder
Die Dual-purpose ladders (DPL) sind die am vielfältigsten einsetzbaren Fahrzeuge der LFB. Neben der Ausrüstung für die Brandbekämpfung führen die DPL auch Geräte und Ausstattung für technische Hilfeleistungen und für die Unfallhilfe mit, so zum Beispiel einen hydraulischen Rettungssatz, einen tragbaren Ersatzstromerzeuger, Hebekissen in verschiedenen Größen und zwei Schiebeleitern. Dieser Fahrzeugtyp ist am ehesten mit den Hilfeleistungslöschgruppenfahrzeugen bei deutschen Feuerwehren zu vergleichen.

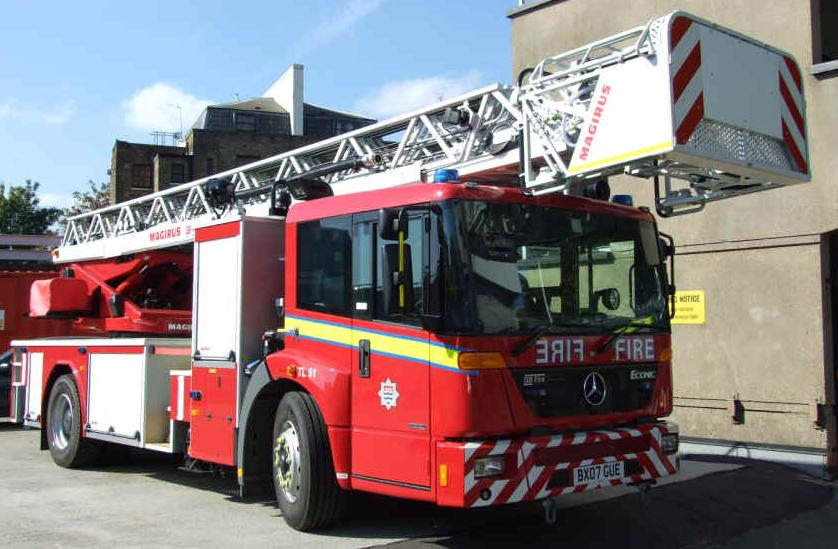
Eine Turnable ladder (TL) der London Fire Brigade.

### Aerial appliances
Die Aerial appliances sind die Hubrettungsfahrzeuge der London Fire Brigade. Derzeit setzt die LFB zwei verschiedene Typen von Aerial appliances ein: die Aerial ladder platforms (Teleskopmast) und die Turnable ladders (Drehleiter).

### Fire rescue unit
Eine Fire rescue unit (FRU) ist ein Einsatzfahrzeug, das auf die schwere technische Hilfeleistung spezialisiert ist, beispielsweise nach Unfällen mit Schienenfahrzeugen, bei Gebäudeeinstürzen oder bei der Rettung aus Höhen, Tiefen oder unwegsamem Gelände. Die FRU ist vergleichbar mit den Rüstwagen deutscher Feuerwehren.

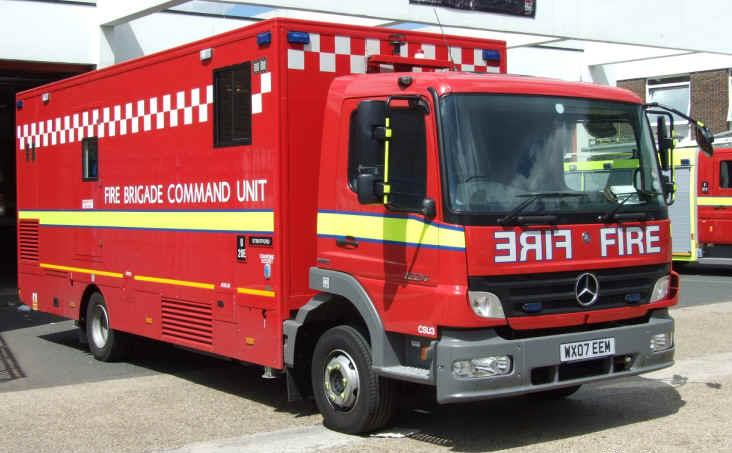
Eine Command support unit (CSU) der London Fire Brigade.

### Command support unit
Command support units (CSU) dienen der Führung und Koordination der eingesetzten Einsatzkräfte bei Großeinsätzen. Eine CSU wird zu jedem Einsatz alarmiert, bei dem mehr als vier Fire Crews (entsprechen am ehesten den deutschen Gruppen) an einer Einsatzstelle tätig sind. Im Wesentlichen besteht die Aufgabe der CSU dem Transport von Führungskräften mitsamt deren Ausstattung, der Bereitstellung von Geräten zur Erkundung und Führung sowie zur Abwicklung des Funkverkehrs an der Einsatzstelle sowie zwischen der Einsatzstelle und dem Control Center. Entsprechende Fahrzeuge bei deutschen Feuerwehren werden als Einsatzleitwagen bezeichnet.

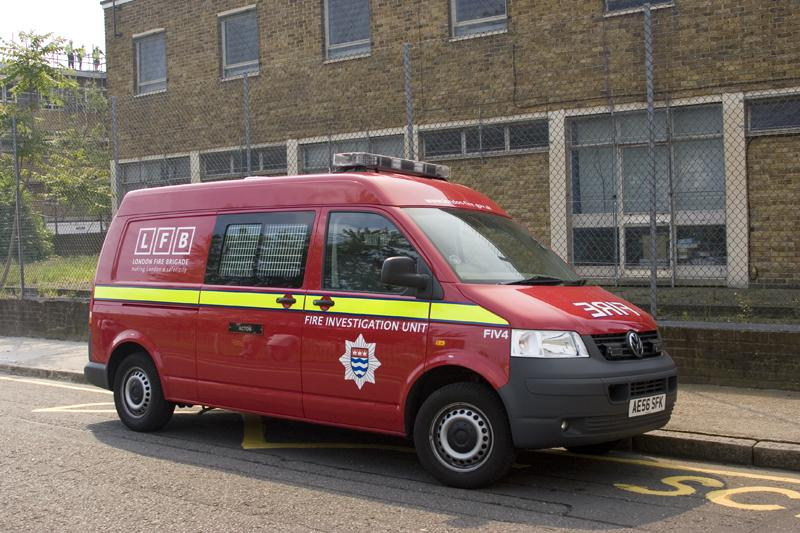
Eine Fire investigation unit (FIU) der London Fire Brigade.

### Fire investigation unit
Fire investigation units (FIU) werden zu Brandeinsätzen gerufen, bei denen die Ursache des Feuers unbekannt ist, und übernehmen vor Ort gemeinsam mit der Polizei die Brandursachenermittlung. Unter anderem werden auf den FIU auch speziell trainierte Suchhunde mitgeführt, die an der Einsatzstelle zum Aufspüren von brennbaren Substanzen eingesetzt werden. Entsprechende Fahrzeuge bei Feuerwehren in Deutschland existieren nicht.

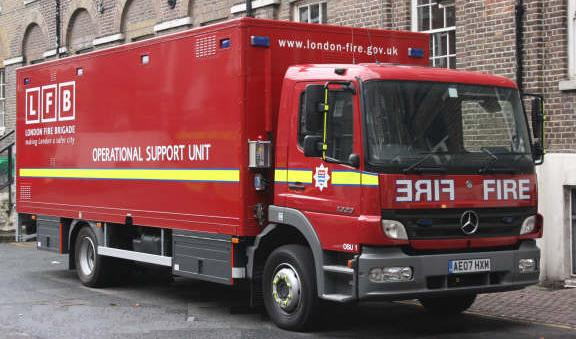
Eine Operational support unit (OSU) der London Fire Brigade.

### Operational support unit
Der Fahrzeugtyp der Operational support unit (OSU) existiert bei der LFB erst seit 2008. Die OSU dienen dazu, spezielle Ausrüstung und Geräte zur Einsatzstelle zu transportieren. Die Ausstattung der OSU ist auf Paletten verlastet und kann je nach Lage und Anforderung in die Fahrzeuge verladen und zur Einsatzstelle gebracht werden. Die OSU haben somit ähnliche Aufgaben wie die Gerätewagen Logistik bei deutschen Feuerwehren.

### Bulk foam unit
Bulk foam units (BFU) werden zu Einsätzen alarmiert, bei denen große Mengen an Löschschaum zur Brandbekämpfung benötigt werden, beispielsweise bei Unfällen mit Flugzeugen oder mit chemischen Gefahrstoffen. In ihrer Aufgabenstellung sind die BFU mit den Abrollbehältern Schaum oder ähnlichen Einheiten bei deutschen Feuerwehren vergleichbar.

### Hose layer unit
Die Hose layer unit (HLU) ist ein Fahrzeugtyp, der zu Brandeinsätzen alarmiert wird, wenn Hydranten oder andere Wasserentnahmestellen nicht nah genug an der Einsatzstelle verfügbar sind. Das Fahrzeug stellt dann stattdessen mithilfe seines großen Löschwassertanks eine alternative Wasserversorgung sicher. Entsprechende Fahrzeuge existieren bei deutschen Feuerwehren kaum, jedoch sind die HLU am ehesten mit entsprechenden Abrollbehältern zum Wassertransport vergleichbar.

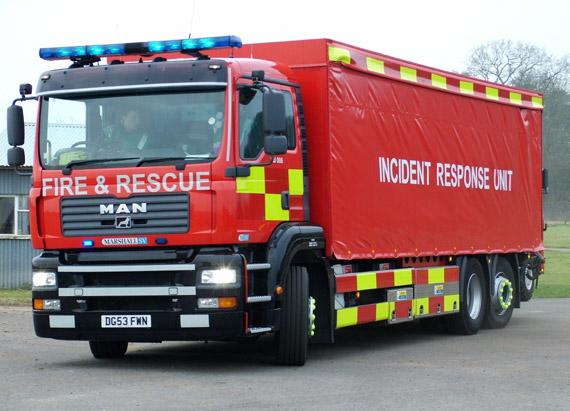
Eine Incident response unit (IRU) der London Fire Brigade.

### Incident response unit
Incident response units (IRU) sind Feuerwehrfahrzeuge, die nach den Anschlägen vom 11. September 2001 von der britischen Regierung zentral beschafft wurden. Sie dienen dem Aufbau von Dekontaminationsplätzen nach Katastrophen oder Terroranschlägen. Die Ausstattung der Fahrzeuge umfasst unter anderem Schutzkleidung, aufblasbare Zelte und Dekontaminationsduschen.

### High-volume pumping unit
Wie die IRU sind auch die High-volume pumping units (HVPU) von der britischen Regierung für den Katastrophenschutz beschaffte Fahrzeuge. Sie verfügen über eine Tragkraftspritze mit einer Förderleistung von bis zu 8.000 Litern pro Minute und umfangreiches Schlauchmaterial. Die HVPU dienen der Entnahme von Löschwasser aus Gewässern und der Wasserförderung über weite Strecken. Entsprechende Fahrzeuge bei deutschen Feuerwehren sind die verschiedenen Ausbaustufen der Schlauchwagen bzw. das Holland Fire System (HFS).

### Urban search and rescue prime-mover
Urban search and rescue prime-movers (USAR) sind Einheiten für die schwere technische Hilfeleistung. Sie dienen der Suche nach Personen und dem Abräumen von Schutt nach Gebäudeeinstürzen sowie dem Abstützen einsturzgefährdeter Gebäude oder Gebäudeteile.

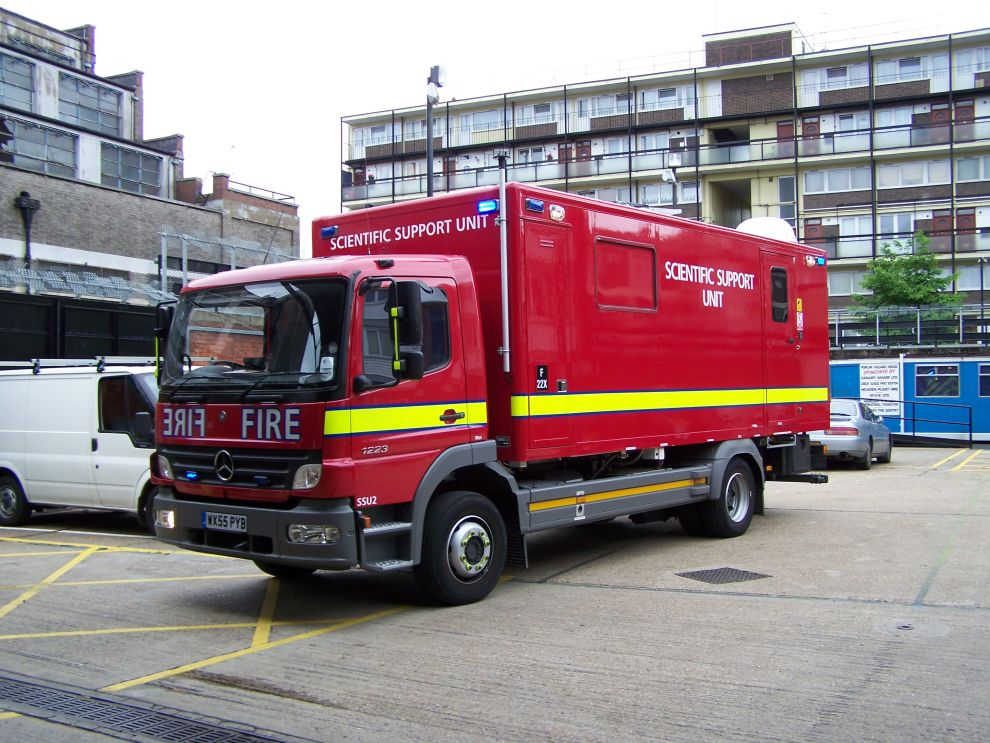
Eine Scientific support unit (SSU) der London Fire Brigade.

### Scientific support unit
Die Scientific support units (SSU) wurden als Reaktion auf die Anschläge auf die Londoner U-Bahn am 7. Juli 2005 von der LFB beschafft. Sie dienen dem Transport einer umfangreichen Ausrüstung für das Aufspüren und die Bestimmung von atomaren, biologischen und chemischen Kampf- und Gefahrstoffen. Entsprechende Fahrzeuge in Deutschland sind die bei vielen Feuerwehren und im Katastrophenschutz eingesetzten Messfahrzeuge (z. B. Gerätewagen Messtechnik).

### Heavy distribution unit
Die Heavy distribution unit (HDU) ist ein 2010 von der LFB beschafftes Fahrzeug zum Transport von zusätzlichem schweren Gerät zur Einsatzstelle. Entsprechende Aufgaben werden bei deutschen Feuerwehren teilweise von Lastkraftwagen oder Wechselladerfahrzeugen wahrgenommen.

### All-terrain unit
Die All-terrain unit ist ein dreiachsiges, geländegängiges Fahrzeug auf Land-Rover-Basis. Es wird zur Unterstützung der regulären Feuerwehreinheiten bei Einsätzen in unwegsamem Gelände eingesetzt.

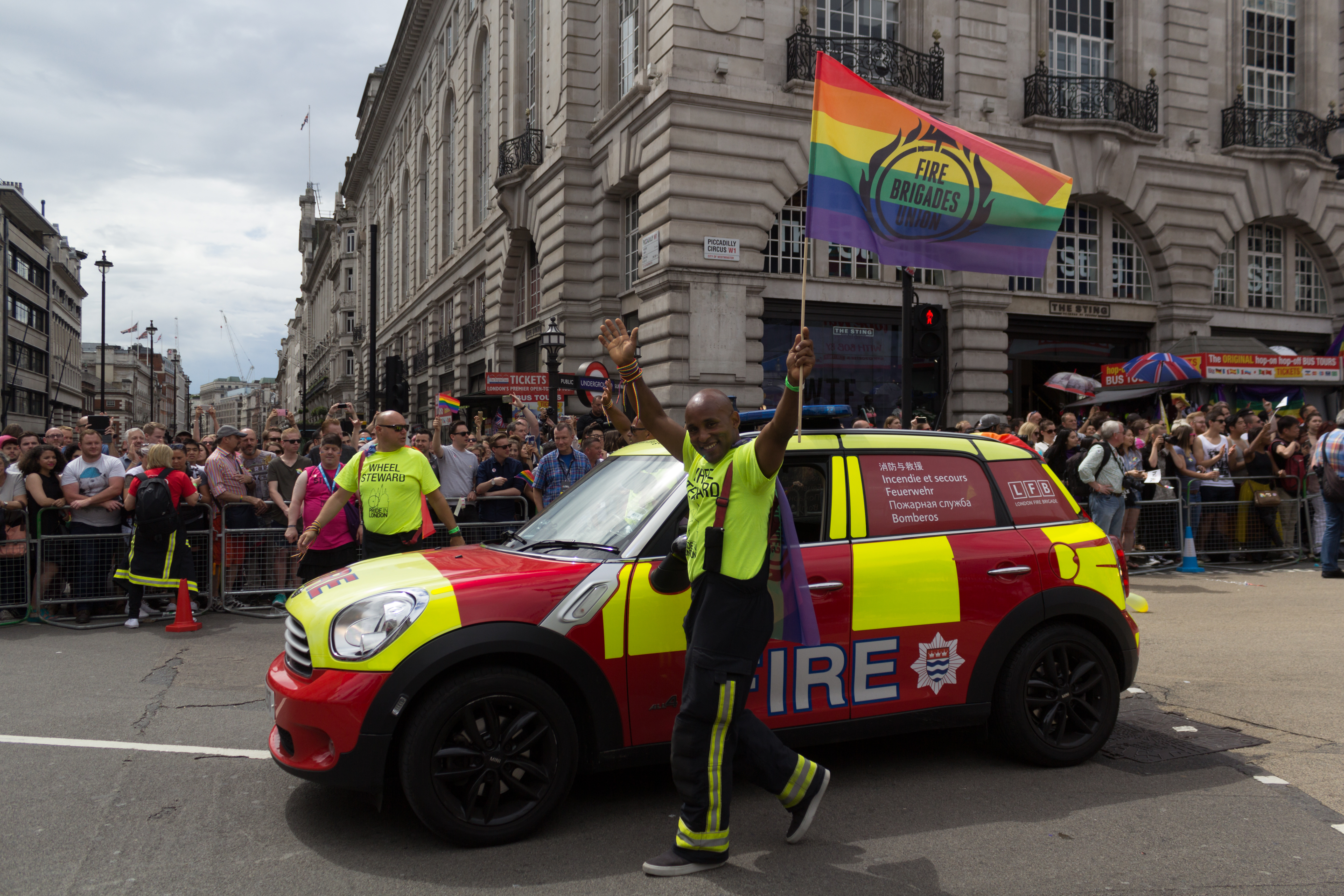
Ein Instant response vehicle (IRV) der London Fire Brigade während der Pride London.

### Instant response vehicle

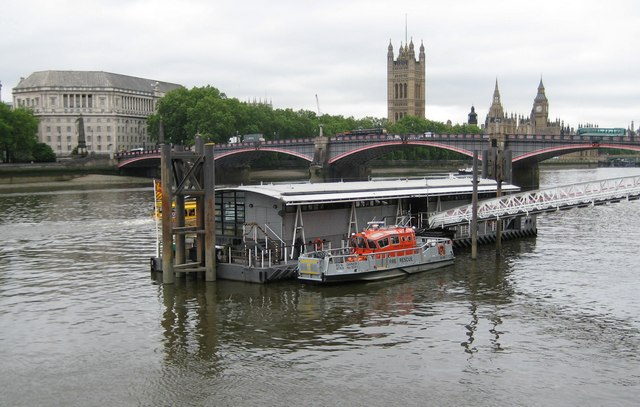
Ein Fireboat der London Fire Brigade an seiner Station in Lambeth.

Im Jahr 2012 beschaffte die LFB fünf Mini Countryman und baute sie zu so genannten Instant response vehicles (IRV) aus. Die Fahrzeuge werden von zwei Einsatzkräften besetzt und sind mit sechs Feuerlöschern (je zwei Wasser-, Schaum- und Pulver-Löscher) und Erste-Hilfe-Ausrüstung ausgestattet. Sie werden insbesondere zu Kleinfeuern alarmiert, bei denen der Einsatz größerer Einheiten nicht nötig ist, z. B. bei Mülleimerbränden. Die Instant response vehicles sind am ehesten vergleichbar mit den Kleineinsatzfahrzeugen bei deutschen Feuerwehren.

### Fireboat
Die LFB verfügt über zwei Löschboote (Fireboats). Sie tragen die Namen Fireflash und Firedart und sind beide an der Feuerlöschbootstation im Stadtbezirk Lambeth stationiert.

### Car
Im Jahr 2016 beschaffte die LFB insgesamt 52 Fahrzeuge vom Typ BMW i3, die im Sprachgebrauch der Fire Brigade schlicht als Car bezeichnet werden. Die Kleinwagen sind die ersten Einsatzfahrzeuge bei der Londoner Feuerwehr mit Elektromotor und dienen im täglichen Dienstgeschehen verschiedensten Zwecken. Beispielsweise stehen sie den Feuerwachen für allgemeine Dienst- oder Kurierfahrten zur Verfügung.

### Gesamtübersicht
Die folgende Übersicht gibt noch einmal alle bei der London Fire Brigade eingesetzten Fahrzeugtypen mit der Anzahl an Fahrzeugen im aktiven Dienst und in Reserve wieder:
| Fahrzeugbezeichnung                        | aktiv | Reserve | aktueller Fahrzeugtyp      |
| ------------------------------------------ | ----- | ------- | -------------------------- |
| Dual-purpose ladder (DPL)                  | 102   | 45      | Mercedes-Benz Atego 1325F  |
| Pump (P)                                   | 55    | 0       | Mercedes-Benz Atego 1325F  |
| Aerial ladder platform (ALP)               | 7     | 5       | Mercedes-Benz Econic 2629  |
| Turnable ladder (TL)                       | 4     | 0       | Mercedes-Benz Econic 1828  |
| Fire rescue unit (FRU)                     | 16    | 3       | Mercedes-Benz Atego 1325F  |
| Command support unit (CSU)                 | 8     | 1       | Mercedes-Benz Atego 1223NR |
| Fire investigation unit (FIU)              | 6     | 0       | Volkswagen T5              |
| Operational support unit (OSU)             | 6     | 1       | Mercedes-Benz Atego 1223NR |
| Bulk foam unit (BFU)                       | 3     | 0       | Mercedes-Benz Actros 2541  |
| Hose layer unit (HLU)                      | 4     | 1       | Mercedes-Benz Atego 1626F  |
| Incident response unit (IRU)               | 6     | 0       | MAN TGA 26.363             |
| High-volume pumping unit (HVPU)            | 6     | 0       | MAN TGA 26.363             |
| Urban search and rescue prime-mover (USAR) | 27    | 0       | MAN TGA 26.363             |
| Scientific support unit (SSU)              | 2     | 0       | Mercedes-Benz Atego 1223NR |
| Heavy distribution unit (HDU)              | 1     | 0       | MAN TGA 26.363             |
| All-terrain unit                           | 1     | 0       | Land Rover Defender        |
| Instant response vehicle (IRV)             | 5     | 0       | Mini Countryman            |
| Fireboat                                   | 1     | 1       | Alnmaritec                 |
| Car                                        | 52    | 0       | BMW i3                     |
| Summe                                      | 312   | 57      |                            |

## Besondere Einsätze

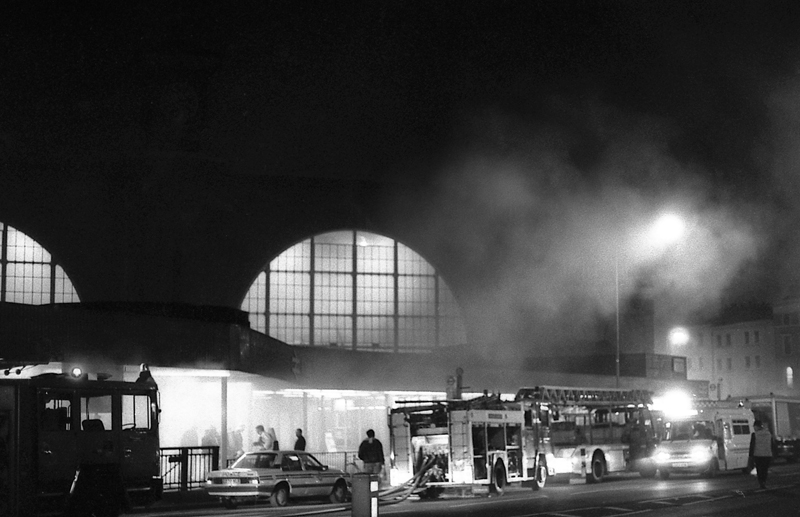
Brand des U-Bahnhofs King’s Cross am 18. November 1987
Quelle:

Der folgende Abschnitt ist eine Auflistung von besonderen Einsätzen und Ereignissen in der Geschichte der London Fire Brigade. Die Liste erhebt keinen Anspruch auf Vollständigkeit.
- 27. bis 30. September 1935: Brand eines achtstöckigen Lagergebäudes in der Wapping High Street, ca. 60 Feuerwehrfahrzeuge, erster größerer Einsatz eines Feuerlöschbootes in London
- 7. September 1940 bis 16. Mai 1941: Angriffe der deutschen Luftwaffe auf London (The Blitz), rund eine Million beschädigte oder zerstörte Häuser, rund 43.000 tote Zivilisten
- 23. Januar 1958: Brand des Smithfield Market, 389 Feuerwehrfahrzeuge mit mehr als 1.700 Einsatzkräften, zwei tote Feuerwehrmänner
- 5. Dezember 1964: Brand des Güterbahnhofs Bishopsgate, rund 60 Einsatzfahrzeuge, davon 12 Drehleitern, mit 235 Feuerwehrmännern
- 17. Juli 1969: Brand mehrerer Öltanks in der Dudgeons Wharf, fünf Feuerwehrmänner sterben durch einen während des Einsatzes explodierenden Tanks
- 18. November 1987: Brand in der U-Bahn-Station King’s Cross, 31 Tote (darunter auch der Station Officer der Feuerwache in Soho) und rund 100 Verletzte, die nachfolgenden Ermittlungen führten zur Entdeckung und Erstbeschreibung des so genannten Grabeneffekts
- 20. August 1989: Untergang des Ausflugsschiffes Marchioness auf der Themse nach Kollision mit einem anderen Schiff, 51 Tote
- 5. Oktober 1999: Frontalzusammenstoß zweier Züge nahe dem Bahnhof Paddington, 31 Tote und 523 Verletzte
- 7. Juli 2005: Terroranschläge auf drei U-Bahn-Züge und einen Doppeldeckerbus, 56 Tote und 700 Verletzte, schwerwiegendste Terroranschläge in der Geschichte des Vereinigten Königreichs
- 11. Dezember 2005: Brand des Hertfordshire Oil Storage Terminals in Buncefield, größtes Feuer zu Friedenszeiten in der Geschichte des Vereinigten Königreichs
- 17. Januar 2008: Unfall einer Boeing 777 der British Airways am Flughafen London-Heathrow, 47 Verletzte
- 16. Januar 2013: Absturz eines Hubschraubers nahe der Vauxhall Bridge nach Kollision mit einem Baukran, rund 150 Einsatzkräfte, zwei Tote (darunter der Hubschrauberpilot) und zwölf Verletzte. Da der Baukran stark beschädigt worden war und einzustürzen drohte, evakuierten die Einsatzkräfte mehrere Hundert Bauarbeiter und Anwohner aus dem Umfeld der Baustelle
- 14. Juni 2017: Großbrand des 24-geschossigen Wohnhochhauses Grenfell Tower im Stadtteil North Kensington (Royal Borough of Kensington and Chelsea) im westlichen Stadtzentrum von London, mindestens 80 Tote[22] und 79 Verletzte, rund 40 Einsatzfahrzeuge mit 200 Feuerwehrmännern